# Мідники (Люблінське воєводство)
Мідники (пол. Miedniki) — село в Польщі, у гміні Ухані Грубешівського повіту Люблінського воєводства. Населення — 164 особи (2011).

## Історія
За даними етнографічної експедиції 1869—1870 років під керівництвом Павла Чубинського, у селі проживали греко-католики, які розмовляли українською мовою.
У 1975—1998 роках село належало до Замойського воєводства.

## Демографія
Демографічна структура станом на 31 березня 2011 року:
|          | Загалом | Допрацездатний вік | Працездатний вік | Постпрацездатний вік |
| -------- | ------- | ------------------ | ---------------- | -------------------- |
| Чоловіки | 73      | 16                 | 48               | 9                    |
| Жінки    | 91      | 17                 | 53               | 21                   |
| Разом    | 164     | 33                 | 101              | 30                   |